# Свербіжниця македонська
{{#ifeq:0|0|{{#if:|{{#if:Knautiamacedonica|[[]}}|}}}}
Свербіжниця македонська, македонська скабіоза, є видом квіткової рослини з родини Жимолостевих (Caprifoliaceae), що походить із Південно-Східної Європи — Албанії, Болгарії, Греції, Північної Македонії, південно-східної Румунії та Киркларелі у Туреччині. Зростає до 75 см (30 дюймів), ця трав'яниста багаторічна рослина квітне насичено-червоними «подушкоподібними» квітами, схожими на квіти її близької родички скабіози (Коростянка), на тонких вертикальних стеблах протягом літа.
Свербіжниця македонська культивується як декоративна рослина. Вона надзвичайно морозостійка, до −20 °C (−4 °F) і нижче, але вимагає сонячного місця на нейтральному або лужному ґрунті. Хоча це може бути недовговічно, вона легко самонасівається.

## Галерея

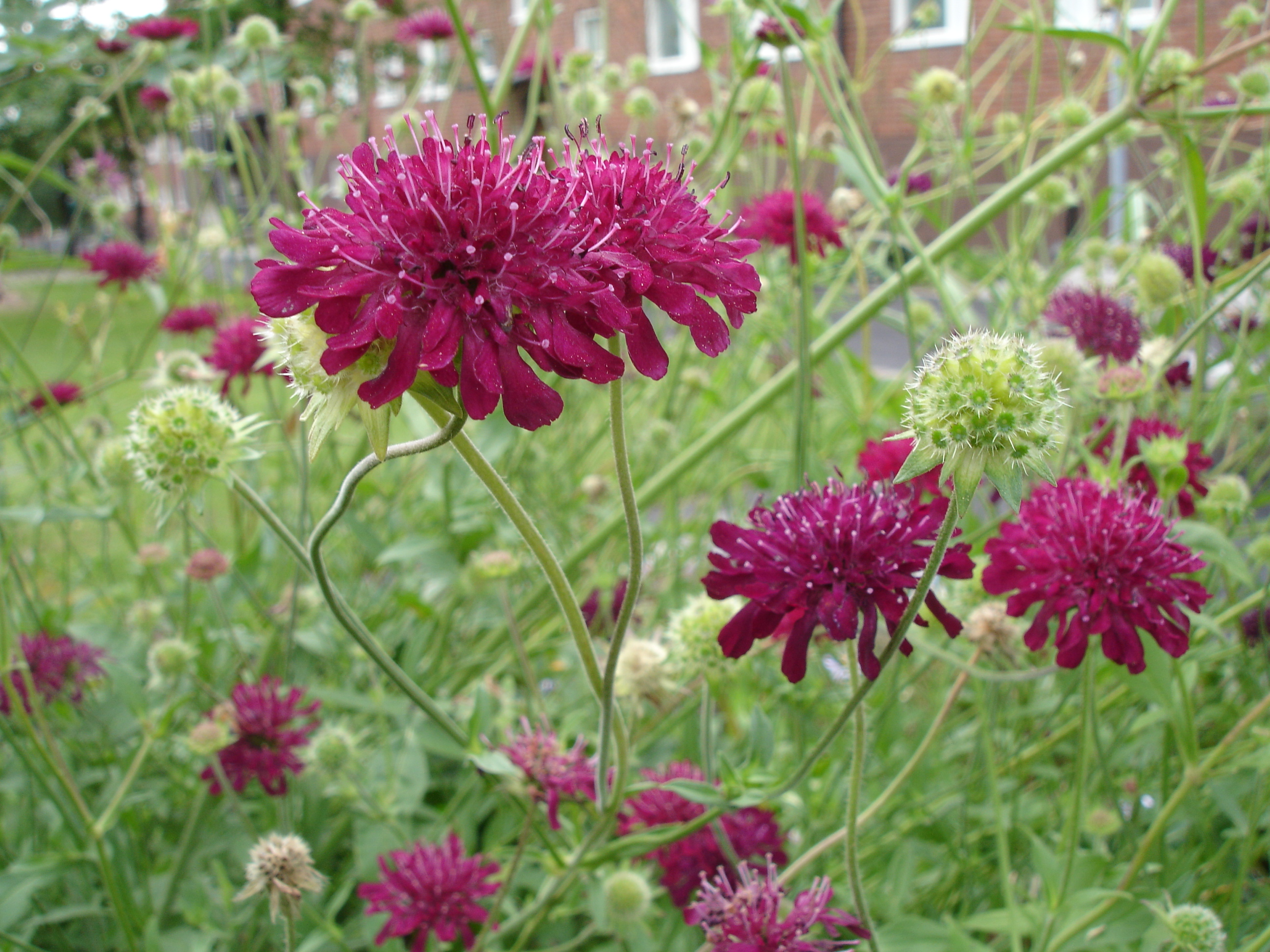
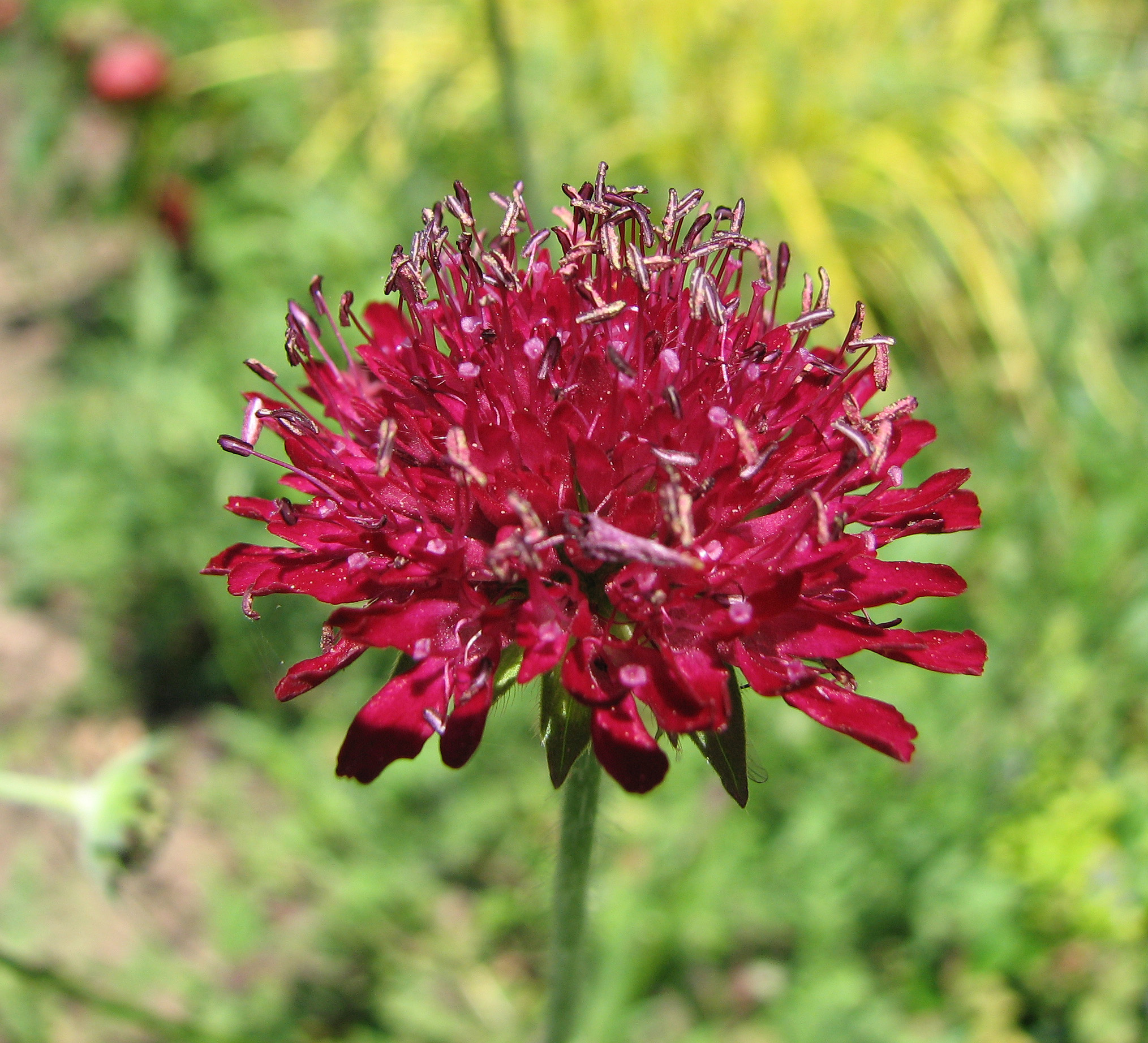
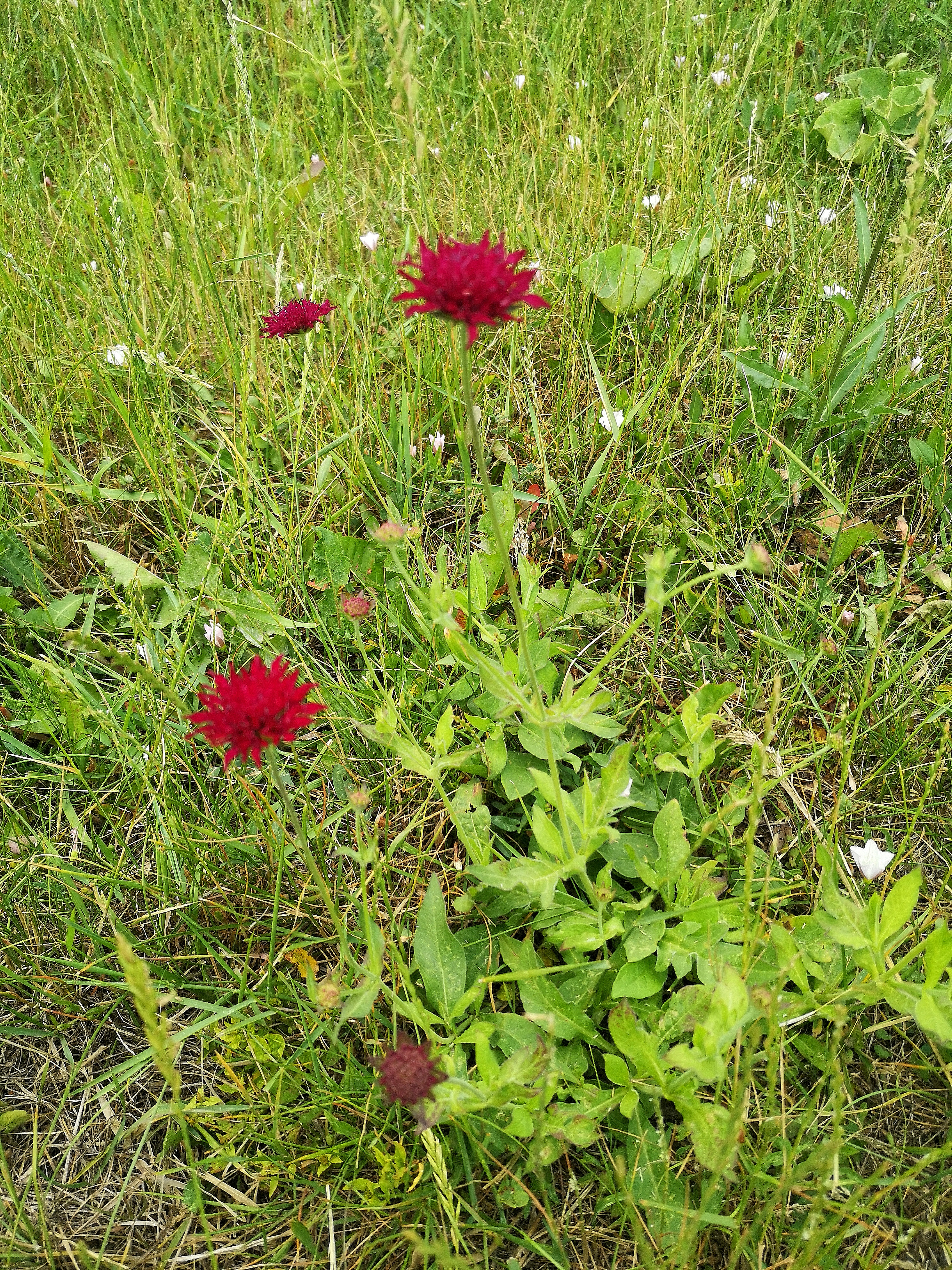
Зростання свербіжниці на Вінниччині